# Wrotkowo
Wrotkowo (niem. Friedrichowen) – wieś w Polsce położona w województwie warmińsko-mazurskim, w powiecie gołdapskim, w gminie Gołdap.
| SIMC    | Nazwa  | Rodzaj     |
| ------- | ------ | ---------- |
| 0759185 | Tatary | przysiółek |

W latach 1975–1998 miejscowość administracyjnie należała do województwa suwalskiego.
Podczas akcji germanizacyjnej nazw miejscowych i fizjograficznych (tzw. chrzty hitlerowskie) utrwalona historycznie nazwa niemiecka Friedrichowen (Frydrychowy) została w 1938 r. zastąpiona przez administrację nazistowską sztuczną formą Friedrichau. 